# Phillip Whitehead
Phillip Whitehead (ur. 30 maja 1937 w Matlock Bath, zm. 31 grudnia 2005 w Chesterfield) – brytyjski polityk, producent telewizyjny, poseł do Izby Gmin, od 1994 do 2005 deputowany do Parlamentu Europejskiego.

## Życiorys
Absolwent Exeter College w ramach University of Oxford. Pracował jako niezależny producent filmów dokumentalnych, następnie w drugiej połowie lat 60. był wydawcą w stacjach telewizyjnych BBC i ITV. Pomiędzy 1970 a 1983 zasiadał w Izbie Gmin, reprezentując okręg wyborczy Derby North. Po przegranych wyborach powrócił do pracy w telewizji, opublikował też w tym czasie kilka książek.
W 1994 z listy laburzystów po raz pierwszy uzyskał mandat posła do Parlamentu Europejskiego. Z powodzeniem ubiegał się o reelekcję w kolejnych wyborach europejskich w 1999 i w 2004. Był m.in. przewodniczącym Komisji Rynku Wewnętrznego i Ochrony Konsumentów (od 2004), zasiadał w Grupie Socjalistycznej. Zmarł w trakcie VI kadencji Europarlamentu.